# Luciafeest

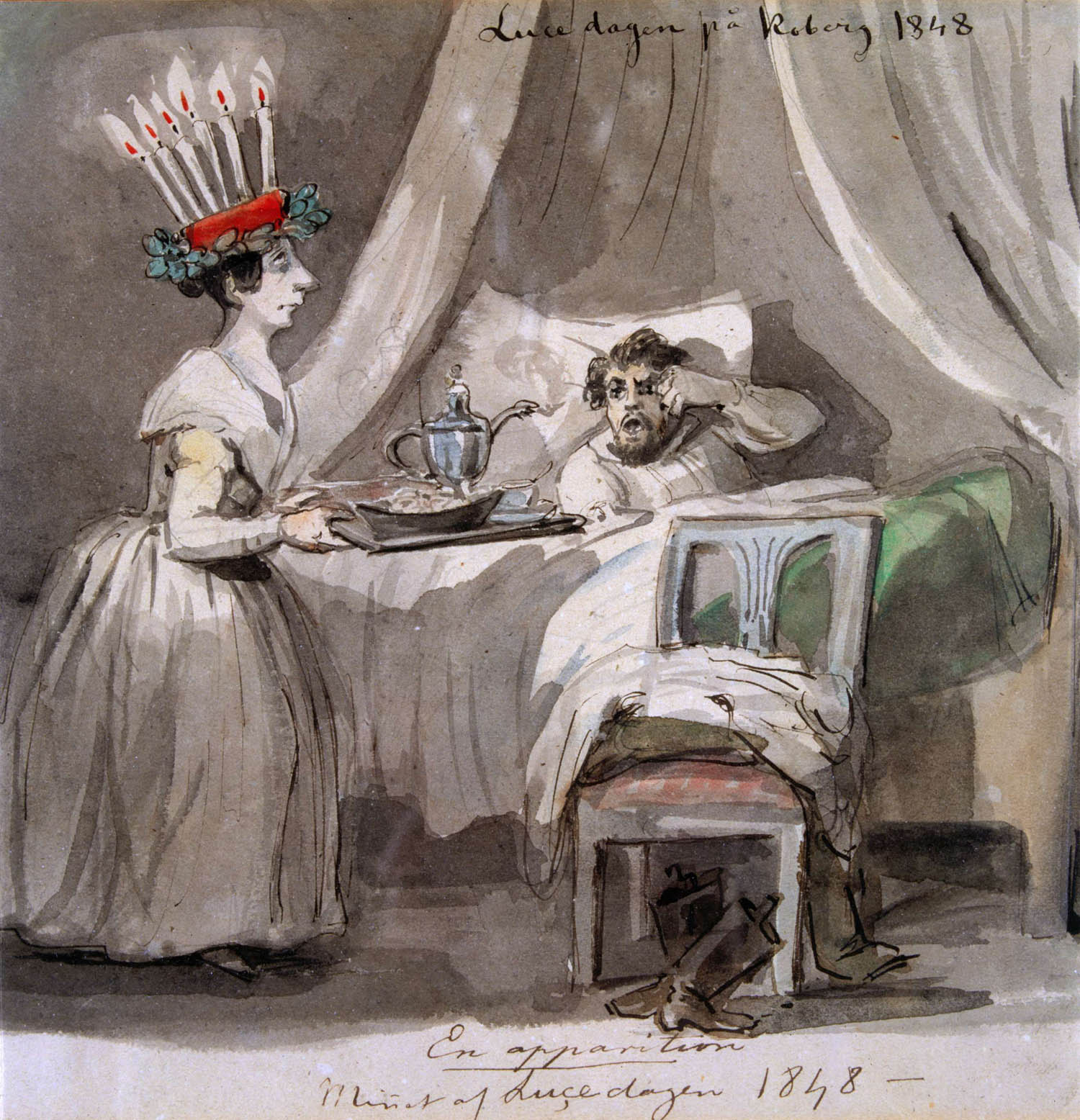
Luciafeest in Zweden. Illustratie uit 1848 door Fritz von Dardel.

Het Luciafeest wordt gevierd op 13 december, de naamdag van Sint-Lucia.

## Oorsprong
De naam Lucia komt van het Latijnse woord voor licht: "Lux" (genitivus "Lucis"). Doordat de juliaanse kalender drie schrikkeldagen per vier eeuwen te veel telt, verschoof de kortste dag langzaam naar voren, zodat deze vanaf de 14e eeuw niet op 21 december, maar op 13 december viel en daarmee precies samenviel met de feestdag van Sint-Lucia. Ook de legende dat Sint-Lucia haar eigen ogen uitstak en toch bleef zien, hangt samen met de symboliek van de winterzonnewende: de overwinning van het licht op de duisternis.

## Viering

### Scandinavië

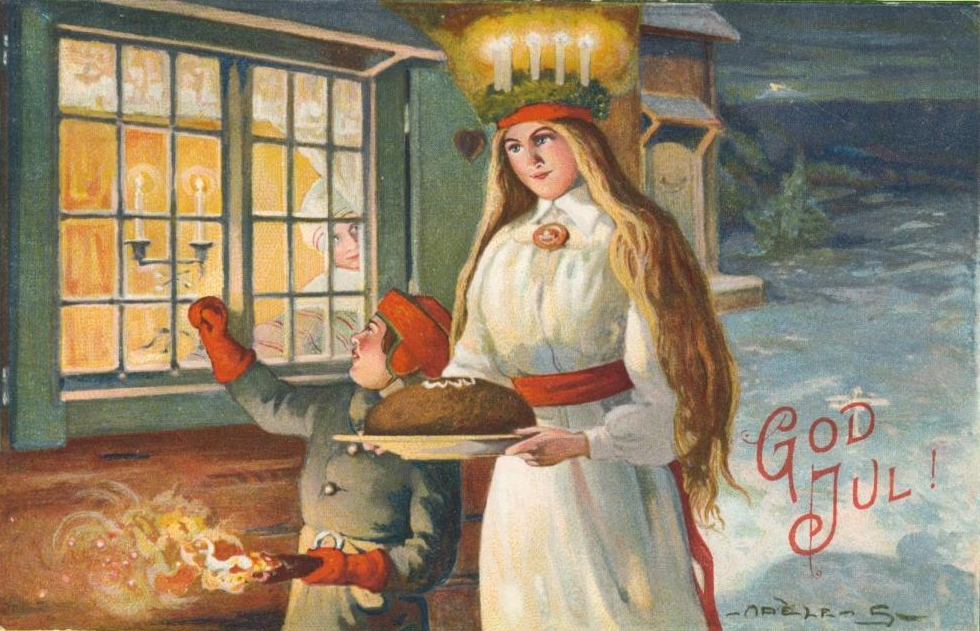
Kerstkaart met Lucia en kaarsen.

In Zweden markeert het Luciafeest (Zweeds: Sankta Lucia) nu het begin van de kerstperiode. De traditie is ontstaan in de middeleeuwen en heeft zich in de 20e eeuw van Västergötland naar de rest van Zweden en naburige landen verspreid. De traditie heeft elementen van het voorchristelijke midwinterlichtfestival overgenomen.
De traditie in Zweden is dat er vroeg in de morgen meisjes in witte kleding met een rode sjerp en met kaarsjes op hun hoofd het gezin en ouderen wekken en eten brengen. Daar worden dan ook speciale Lucialiedjes bij gezongen. Ook is het traditie dat elk dorp jaarlijks een eigen 'Lucia' kiest. Tijdens het Luciafeest worden er vaak lussebullar (gele saffraanbroodjes) en pepparkaka gegeten. Glögg is een kruidendrankje dat ook vaak gedronken wordt tijdens dit feest.
Behalve in Zweden wordt het Luciafeest ook in de andere Noordse landen (Noorwegen, Denemarken, Finland en IJsland) gevierd.

### Italië
In het noorden van Italië lijkt het Luciafeest op het sinterklaasfeest uit Nederland en België, maar ook op de Britse Father Christmas en Grootvadertje Vorst uit Rusland. Sint-Lucia brengt in de nacht van 12 op 13 december, vergezeld van haar ezel en haar helper Castaldo, cadeaus aan de brave kinderen en kolen aan de stoute kinderen. Kinderen kunnen Sint-Lucia een verlanglijst schrijven en laten bij het naar bed gaan op tafel een bord met sinaasappels, koekjes of koffie achter voor Lucia, hooi of een wortel voor de ezel en rode wijn voor Castaldo. De kinderen wordt verteld vroeg naar bed te gaan, want als ze de heilige zien, zal zij as in hun ogen strooien, waardoor ze verblind kunnen raken. De volgende dag vinden de kinderen hun bord gevuld met snoep en zoeken ze hun cadeaus, die in het huis verstopt zijn.

#### Syracuse (Sicilië)

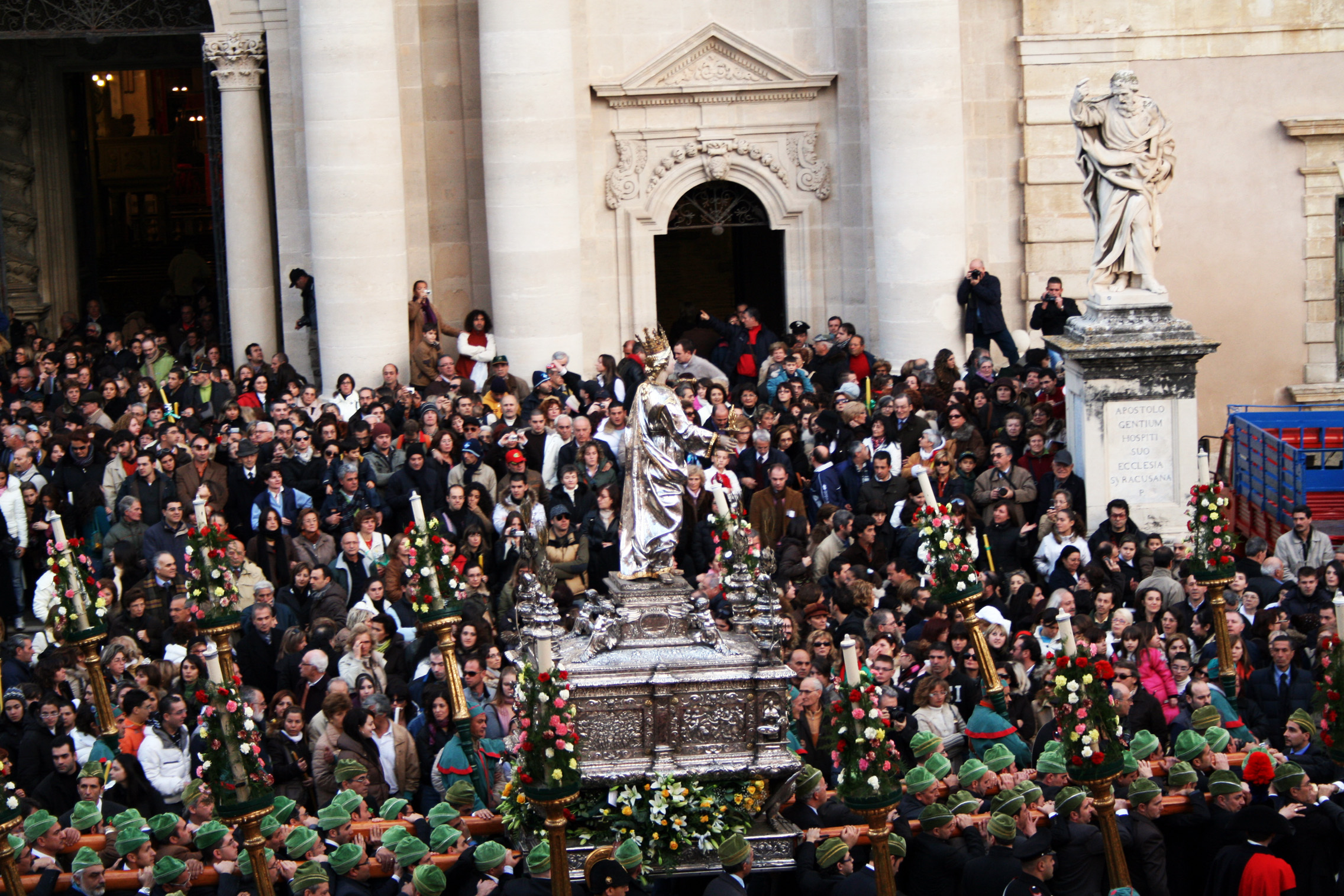
Het zilveren beeld van Sint Lucia tijdens de processie in Syracuse.

In Syracuse op Sicilië, de geboortestad van de heilige, begint de viering ter ere van Sint-Lucia op de vooravond van 13 december. Het zilveren beeld van de heilige wordt dan uit haar kapel naar het altaar van de kathedraal verplaatst en er wordt "cuccìa" gegeten, een zoete Siciliaanse soep. Op de eigenlijke feestdag, 13 december, wordt het beeld in processie door de stad naar de boven het graf van de heilige geplaatste kerk gedragen. Acht dagen later volgt een processie in tegenovergestelde richting. In het zuiden en midden van Italië vieren diverse steden de dag van Sint-Lucia met processies, feesten en vuurwerk.

### Overige plaatsen
- In Kroatië en Hongarije worden op sommige plaatsen tijdens het Luciafeest enkele zaden graan geplant, soms met een kaars ernaast. Het graan is tijdens Kerstmis enkele centimeters groot en symboliseert nieuw leven. De kaars staat symbool voor het nieuwe licht.
- Op Malta wordt het Luciafeest op enkele plaatsen samen gevierd met Onafhankelijkheidsdag, dat ook op 13 december valt.
- Ook wordt het Luciafeest gevierd op het Caribisch eiland Saint Lucia, dat naar de heilige vernoemd is.
- Zweedse immigranten brachten het Luciafeest mee naar de Verenigde Staten.
- In Nederland kent Beek een jaarlijks Luciafeest.

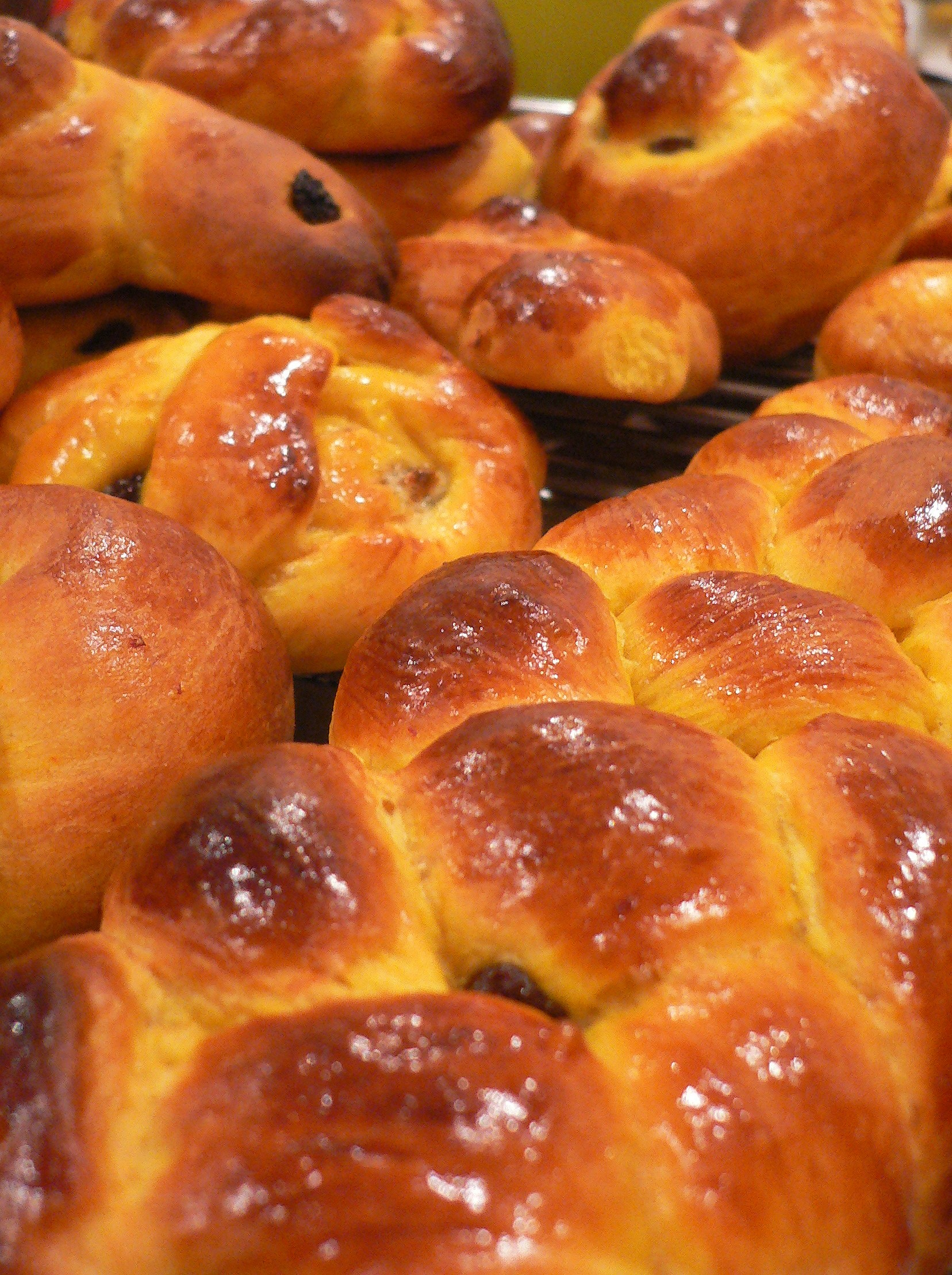
Saffraanbroodjes
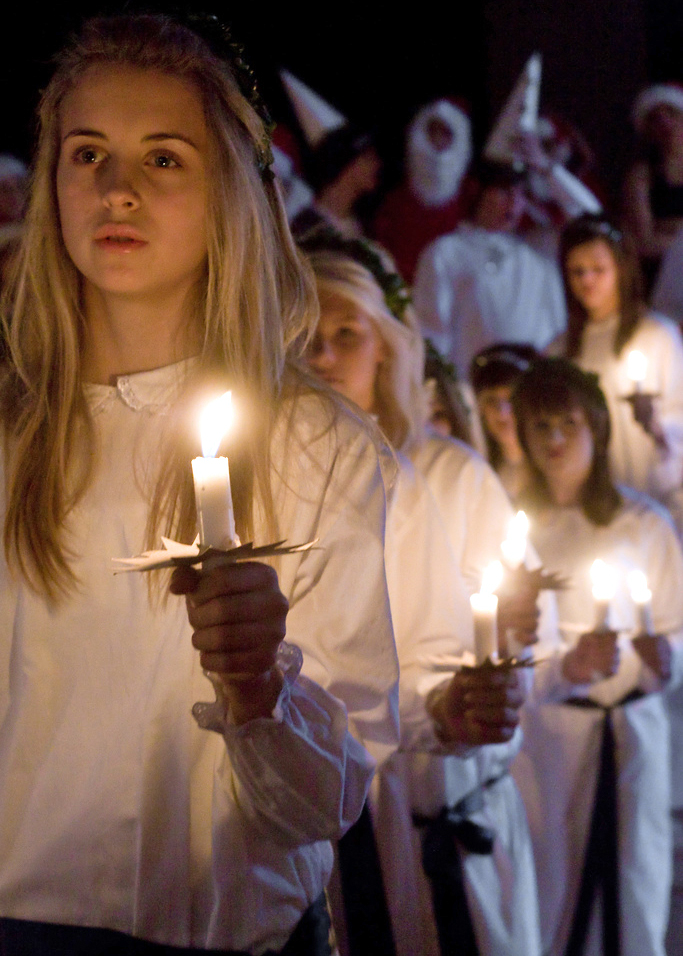
Luciaprocessie op een school in Zweden
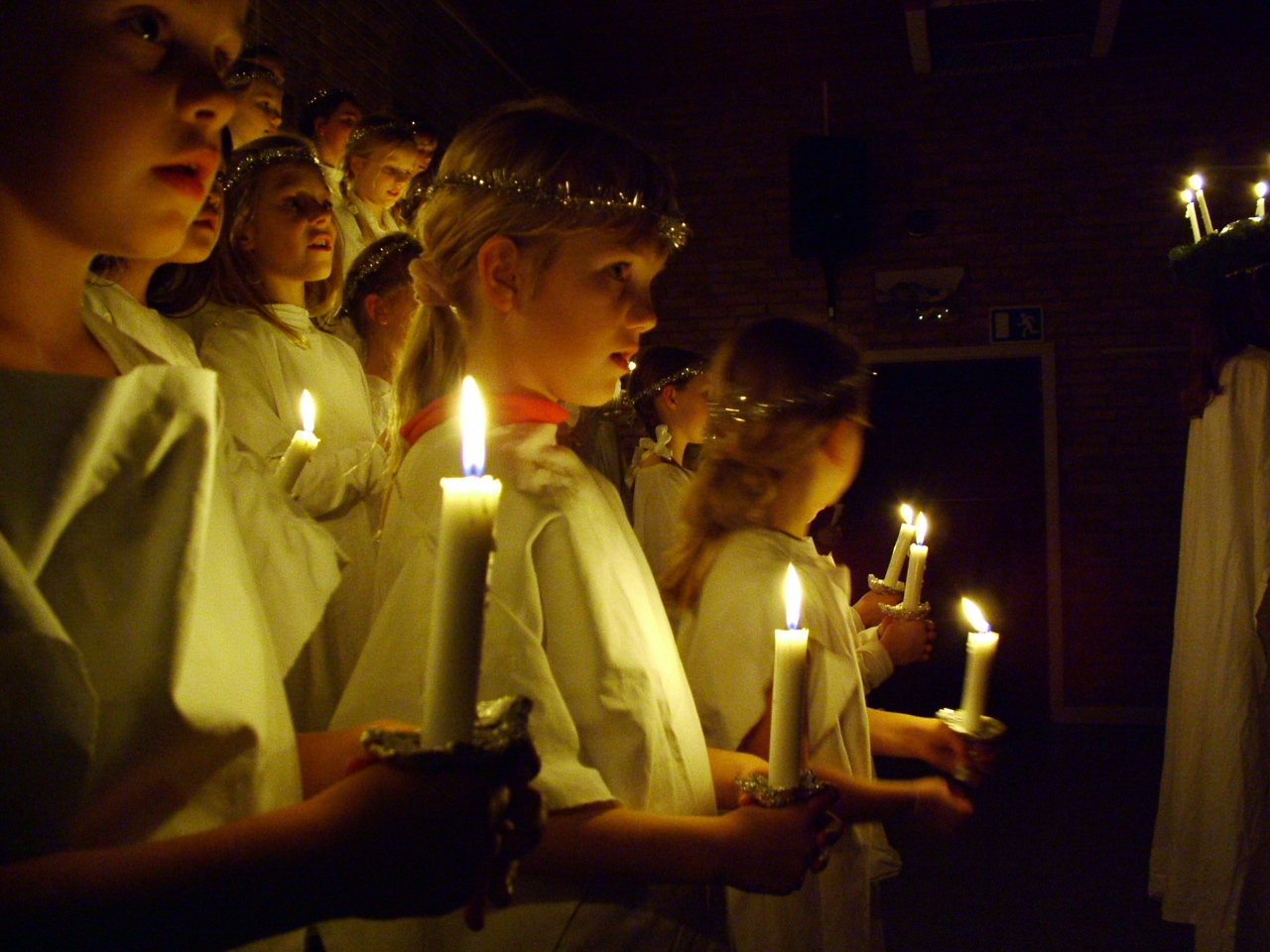
Luciaprocessie in Denemarken
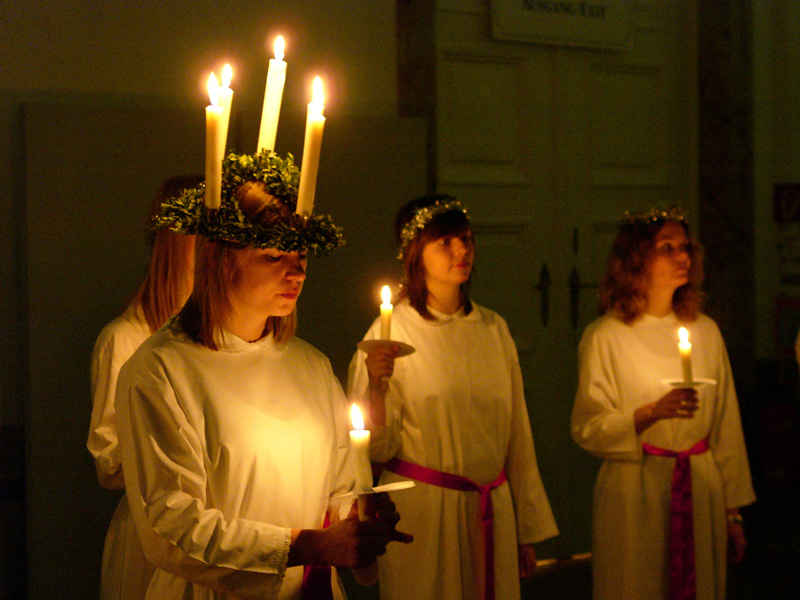
Het Luciafeest in Wenen
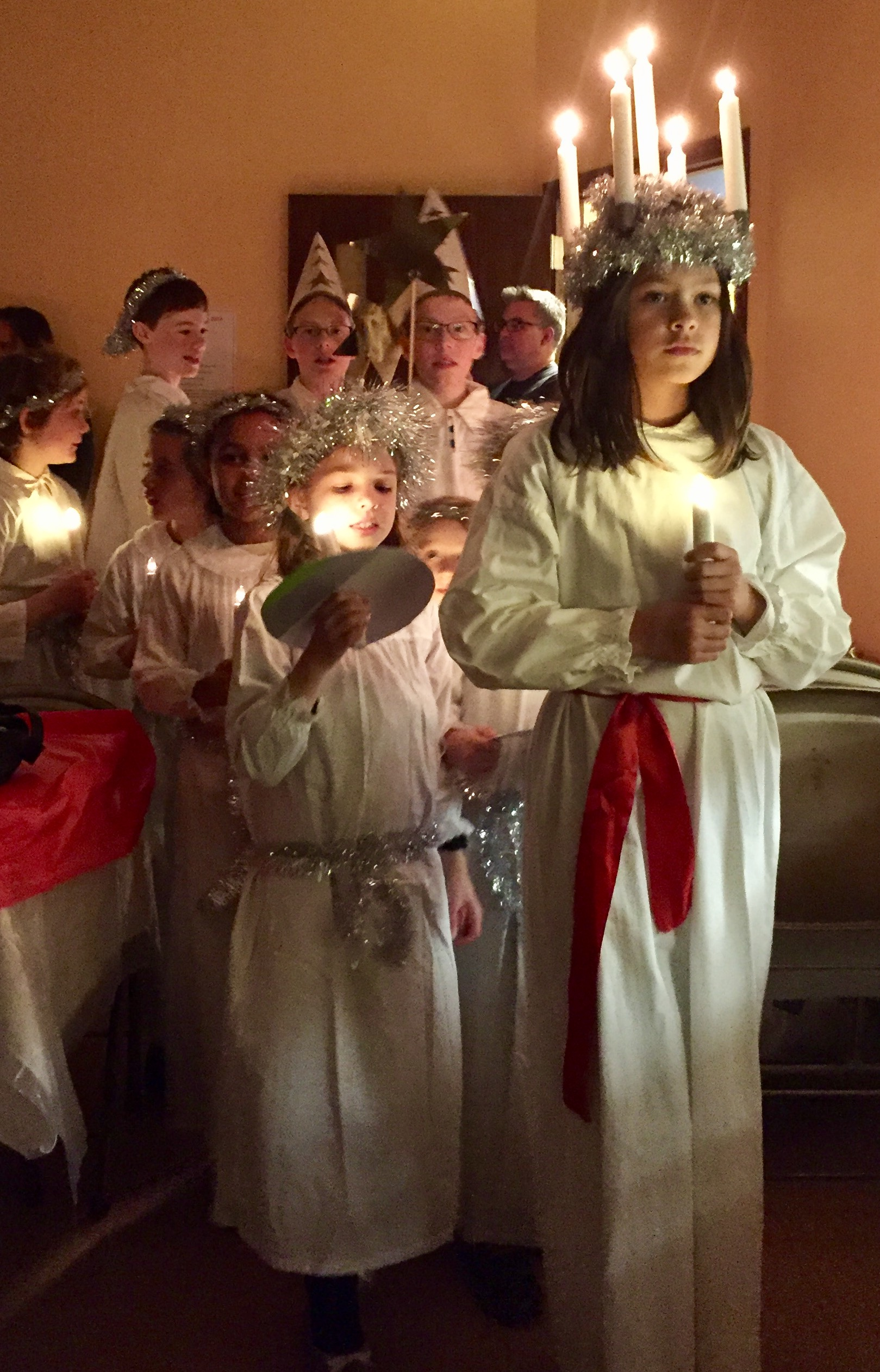
Het Luciafeest in de Verenigde Staten
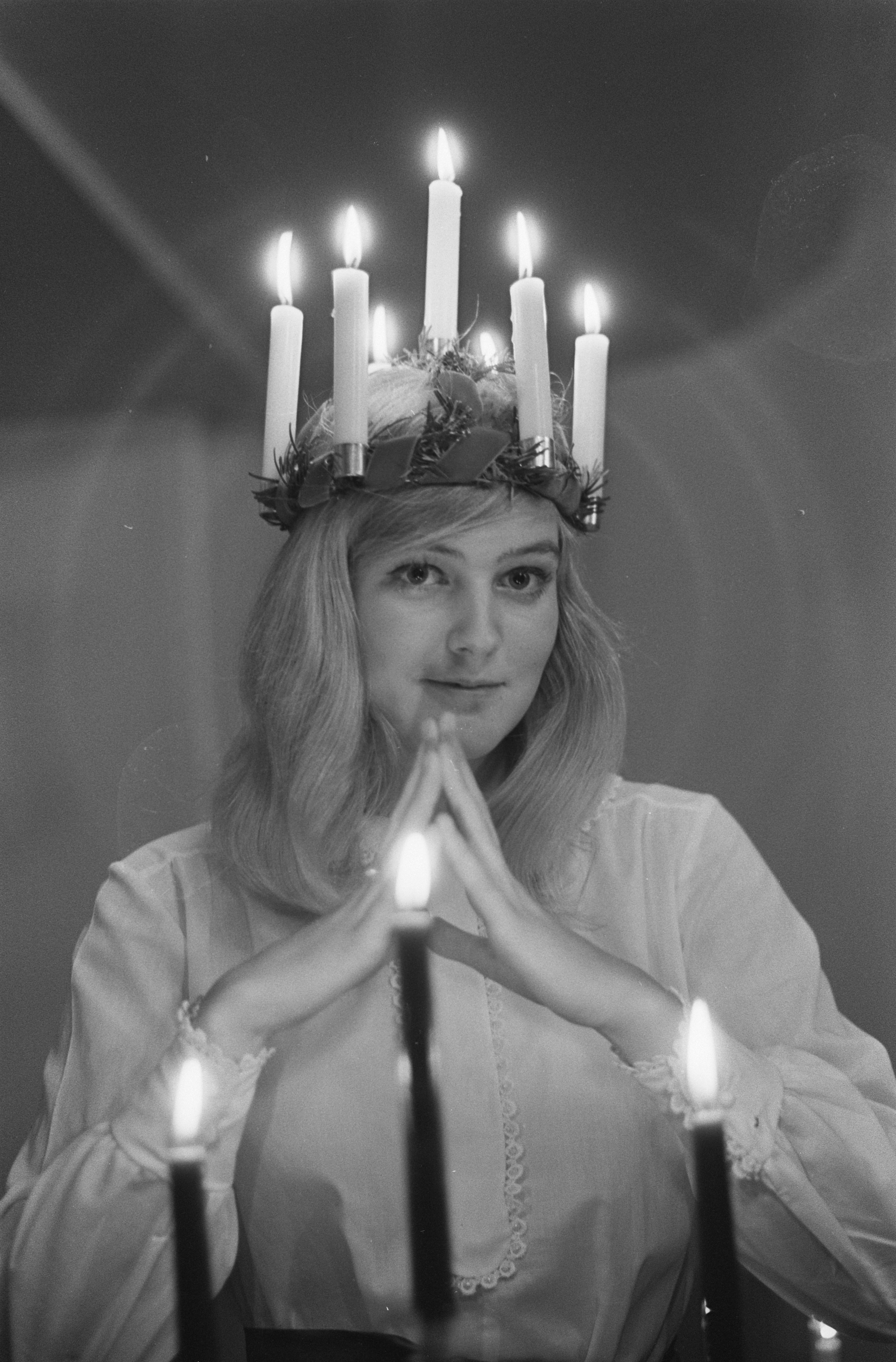
Nederlandse Miss Lucia (1967)
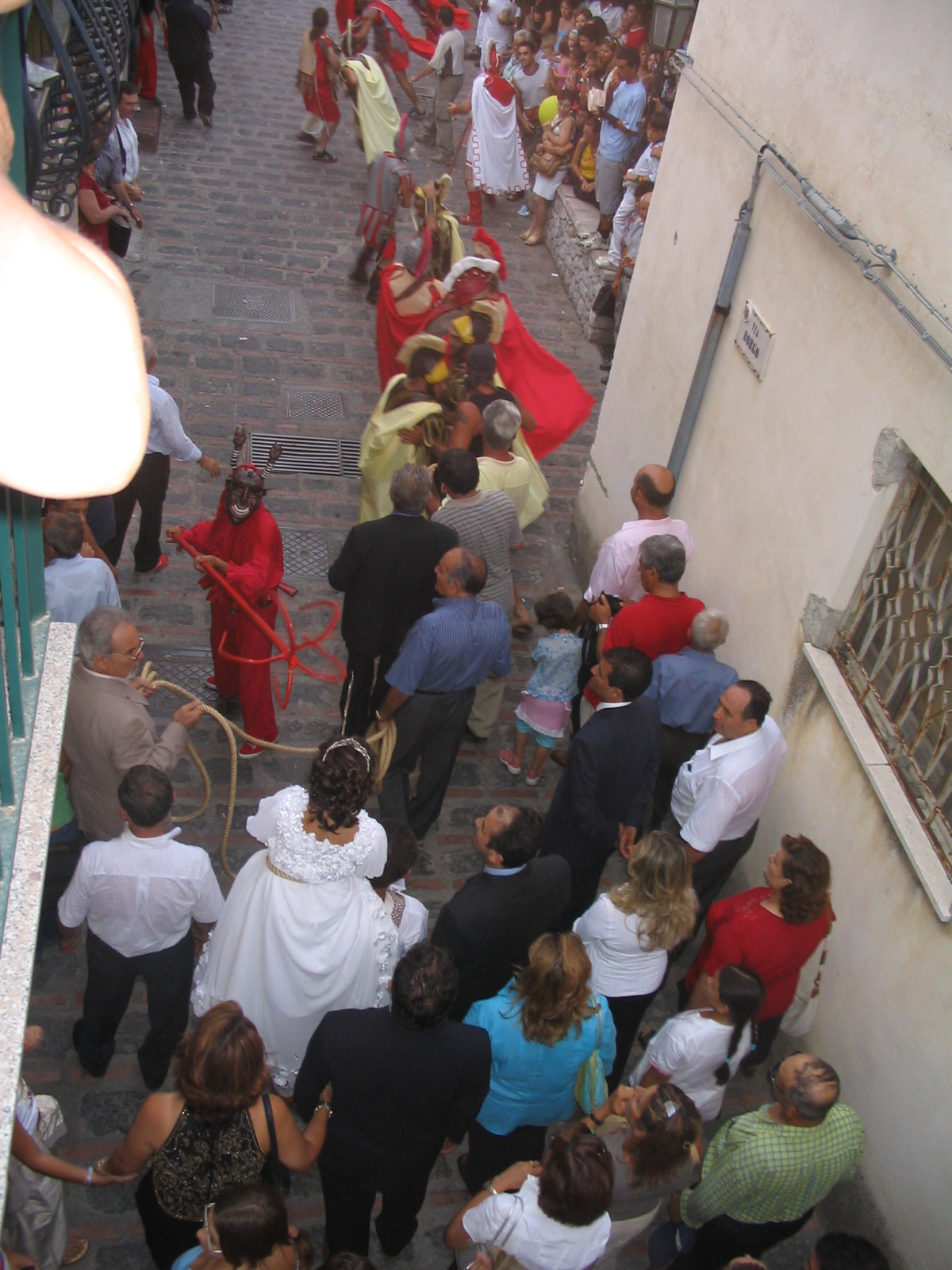
Luciafeest in Savoca
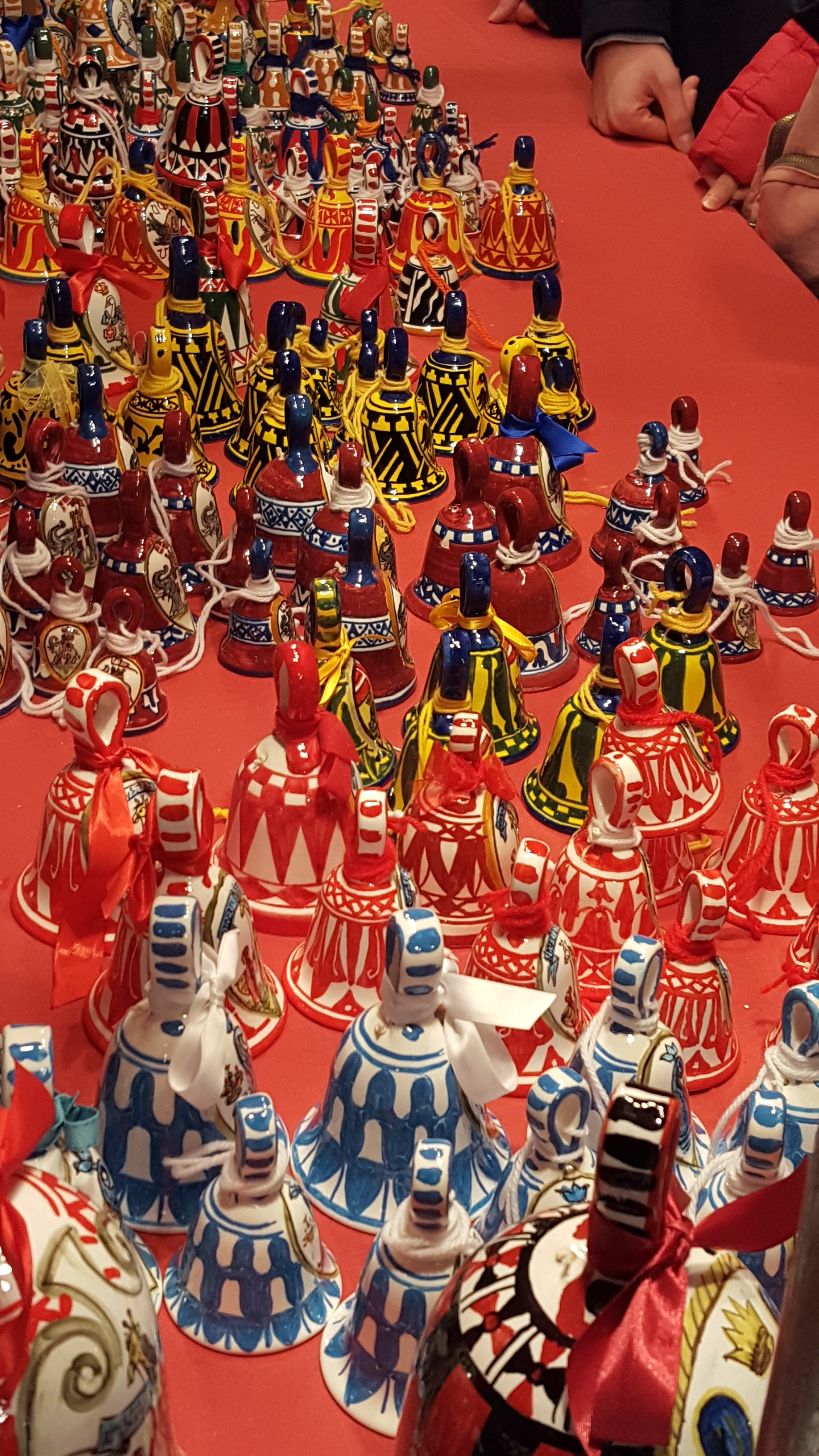
Luciaklokken in Siena
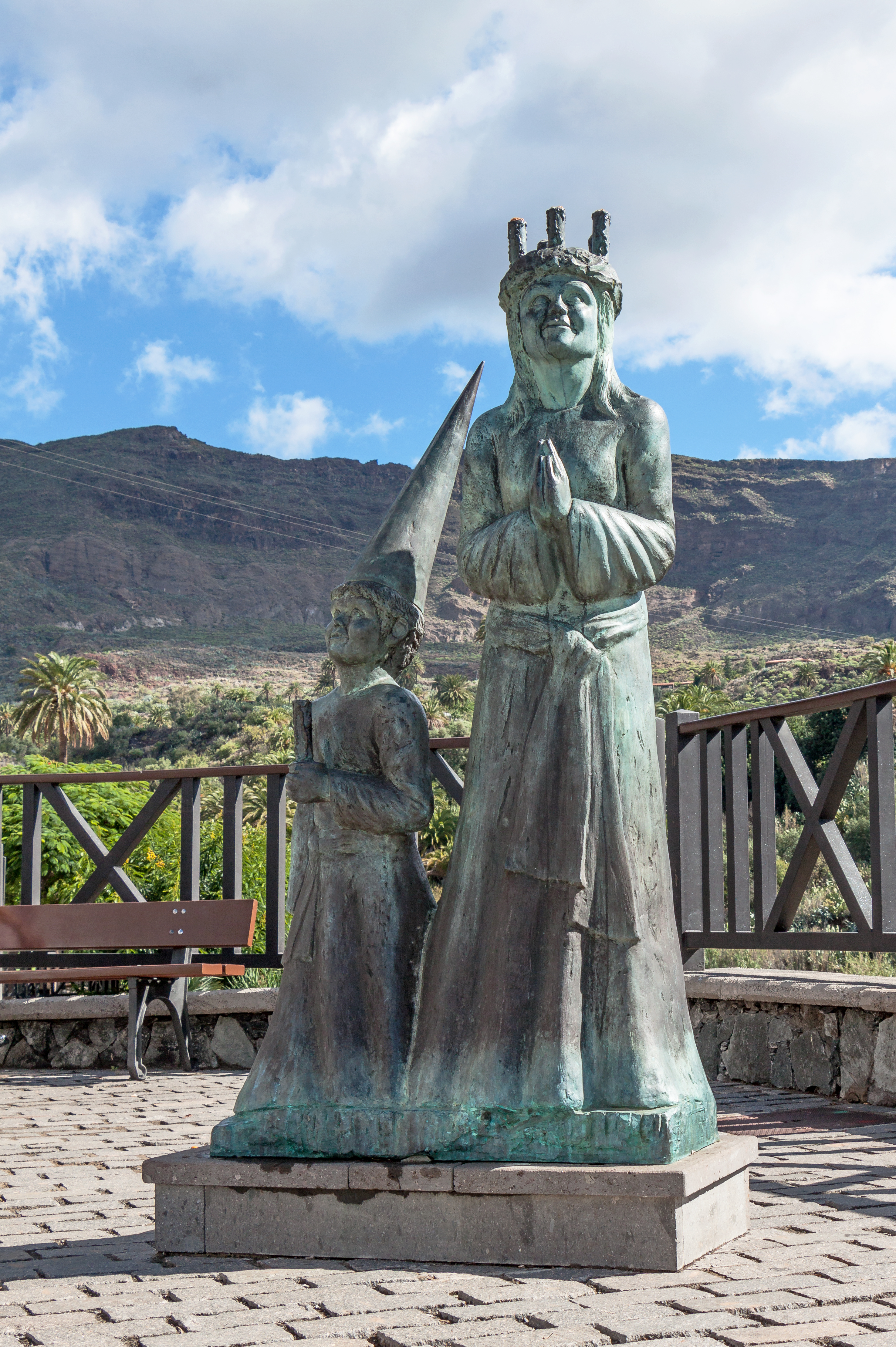
Lucia en sterrenzanger in Santa Lucía de Tirajana op Gran Canaria